# ウィルバート・ハリスン
ウィルバート・ハンティントン・ハリスン（Wilbert Huntington Harrison、1929年1月5日 - 1994年10月26日） は、アメリカ合衆国のR&B歌手、ソングライター、ピアニスト、ギタリスト、ハーモニカ奏者。
1950年頃にマイアミの海軍を除隊後、ミュージシャンとして活動を始め独特のカリプソ・スタイルで人気を博す。マイアミのレーベルRockin'から1952年にシングル『This Woman Of Mine』でデビュー。1954年からはサヴォイより『Don't Drop It』をはじめ数枚のシングルをリリース。 そして1952年に作られリトル・リチャード、ハンク・バラードらも歌った『カンサス・シティ」を1959年にNYのボビー・ロビンソンのレーベル、フューリーよりリリースし大ヒット。その後も多くの優れたシングルをリリースするもサヴォイとの契約問題を引きずりヒットはなかった。1969年、SUEよりリリースした
『Let's Work Together』がヒットし、キャンド・ヒートやブライアン・フェリーもカヴァー。この後も1971年『Wilbert Harrison』(ブッダ)やアラン・トゥーサンがプロデュースした76年『Soul Food Man』(チェルシー)などアルバムをリリースしライブ活動も行うが大きな注目を集めることはなかった。1994年死去。

## 生涯
ノースカロライナ州シャーロットで生まれたハリスンは、1959年に『カンサス・シティ』というビルボード1位の曲を持っていた。この曲は1952年に書かれ、ジェリー・リーバーとマイク・ストーラーのチームによる、最初にクレジットされたコラボレーションの1つとなった。100万枚以上を売り上げ、ゴールドディスクを受賞。ハリスンは、ハーレムを拠点とする起業家ボビー・ロビンソンのために「カンサス・シティ」を録音し、フューリー・レコード・レーベルでリリースしたのであった。
曲の成功の絶頂期に、ロビンソンがサヴォイ・レコードから訴えられ、1959年3月のレコードのリリースは、ハリソンが1959年8月で失効する予定だったサヴォイとの契約に違反していると伝えられた。1959年9月まで続いた訴訟は、ハリソンがスターとされていた間、ロビンソンが「カンサス・シティ」に続く作品を発表させることを急に阻止する形となった。
その間も、ハリスンは演奏と録音を続けたが、1970年初頭にBillboard Hot 100で32位にランクインした自作の『Let's Work Together (Part 1)』をリリースし、ビルボード・トップ40を再び破るまでにはそれから10年がかかっている。1970年にヒットしたバージョンはSueレコードからシングル (Sue 11) としてリリースされ、裏面には「Let's Work Together (Part 2)」が収録された。この曲はまた、Sueレコードからのアルバム『Let's Work Together』(SSLP-8801)にて5分19秒のバージョンとしてリリースされた。この曲はもともと1962年にハリソンによってリリースされており、品番「Fury 1059」と「Fury 1063」では「Let's Stick Together」として異なる歌詞が付けられた。
『Let's Work Together』は、後にキャンド・ヒートのヒット作となり、ブライアン・フェリーに「レッツ・スティック・トゥゲザー」（1976年）として歌われヒットした。また、映画『ハーレーダビッドソン&マルボロマン』のサウンドトラックのために、カントリーロック・バンドのケンタッキー・ヘッドハンターズによって録音された。 
1970年、ハリスンは「My Heart Is Yours」によって、ある程度の成功を収め、ソロ活動として、また「ウィルバート・ハリスン・アンド・ザ・ローマーズ」として知られるバンドで、長年にわたってツアーを行った。その年、続いてコンピレーション・アルバム『Anything You Want』がリリースされた。『Christgau's Record Guide: Rock Albums of the Seventies』（1981年）でレビューしたロバート・クリストガウは、次のように書いている。「『Let's Work Together』は同名のフルーク・ヒットをベースにした時代錯誤的で原始的なR&Bアルバムであり、これがそれに続く作品となります。サイド1は、かつて聴いたことがあるであろうロール&ロックの曲だけで構成されています。『Your Three Letters』、ええ、そしてこの『Let's Stick Together』ってこれは何ですか、そしてなぜ『カンサス・シティ』をまた引き出してみないのでしょうか? とても魅力に乏しいながら、とてもチャーミングです。実際、サイド2がすべて標準的で魅力のないつなぎというわけでもなく、『Sentimental Journey』だけが面白いのだとしたら、これをR&Bの滅茶苦茶ハードなファンだけに勧めるつもりはありません」。
ハリスンは1994年に脳卒中により、ノースカロライナ州スペンサーの老人ホームにて65歳で亡くなった。
2001年、彼の「カンサス・シティ」のレコーディングはグラミーの殿堂入りを果たし、ロックンロールを形作ったロックの殿堂の500曲の1つにも選ばれた。ハリスンは2009年にノースカロライナ音楽の殿堂入りした。